# أنيتا مان
أنيتا مان (بالإنجليزية: Anita Mann)‏ هي مصممة رقص وممثلة أمريكية، ولدت في 1946 في ديترويت في الولايات المتحدة.

## وصلات خارجية
- أنيتا مان على موقع IMDb (الإنجليزية)